# Йохан фон Баден-Хахберг
Йохан фон Баден-Хахберг (на немски: Johann von Baden-Hachberg, † 1409) е от 1386 до 1409 г. маркграф на Баден-Хахберг и господар на Хьоинген.

## Биография
Той е вторият син на маркграф Хайнрих IV фон Баден-Хахберг и Агнес фон Узенберг.
След смъртта на брат му Ото I фон Баден-Хахберг през 1386 г. той поема Баден-Хахберг заедно с брат си Хесо. През 1389 г. братята разделят господството Хахберг. Йохан получава половината от замък Хохбург (при Емендинген).